# Список астероїдів (12001—12100)
| Назва                               | Тимчасове позначення | Дата відкриття    | Місце відкриття             | Відкривач                      |
| ----------------------------------- | -------------------- | ----------------- | --------------------------- | ------------------------------ |
| 12001 Ґасбаріні (Gasbarini)         | 1996 ED9             | 12 березня 1996   | Обсерваторія Кітт-Пік       | Spacewatch                     |
| 12002 Зюсс (Suess)                  | 1996 FR1             | 19 березня 1996   | Обсерваторія Ондржейов      | Петр Правец, Ленка Коткова     |
| 12003 Хідеосуґай (Hideosugai)       | 1996 FM5             | 20 березня 1996   | Обсерваторія Наніо          | Томімару Окуні                 |
| (12004) 1996 JW1                    | 1996 JW1             | 15 травня 1996    | Обсерваторія Галеакала      | NEAT                           |
| 12005 Делґюдісе (Delgiudice)        | 1996 KA3             | 19 травня 1996    | Сокорро (Нью-Мексико)       | Роберт Вебер                   |
| (12006) 1996 OO                     | 1996 OO              | 20 липня 1996     | Обсерваторія Ондржейов      | Ленка Коткова                  |
| 12007 Ферма (Fermat)                | 1996 TD7             | 11 жовтня 1996    | Прескоттська обсерваторія   | Пол Комба                      |
| 12008 Kandrup                       | 1996 TY9             | 11 жовтня 1996    | Огляд Каталіна              | Тімоті Спар                    |
| (12009) 1996 UE                     | 1996 UE              | 16 жовтня 1996    | Обсерваторія Оїдзумі        | Такао Кобаяші                  |
| (12010) 1996 UN                     | 1996 UN              | 18 жовтня 1996    | Обсерваторія Клеть          | Обсерваторія Клеть             |
| (12011) 1996 VT5                    | 1996 VT5             | 14 листопада 1996 | Обсерваторія Оїдзумі        | Такао Кобаяші                  |
| 12012 Кітахіросіма (Kitahiroshima)  | 1996 VH8             | 7 листопада 1996  | Обсерваторія Кітамі         | Кін Ендате, Кадзуро Ватанабе   |
| 12013 Сібатахосімі (Sibatahosimi)   | 1996 VU8             | 7 листопада 1996  | Обсерваторія Кітамі         | Кін Ендате, Кадзуро Ватанабе   |
| 12014 Бобгокс (Bobhawkes)           | 1996 VX15            | 5 листопада 1996  | Обсерваторія Кітт-Пік       | Spacewatch                     |
| (12015) 1996 WA                     | 1996 WA              | 16 листопада 1996 | Обсерваторія Оїдзумі        | Такао Кобаяші                  |
| 12016 Ґрін (Green)                  | 1996 XC              | 1 грудня 1996     | Прескоттська обсерваторія   | Пол Комба                      |
| (12017) 1996 XC1                    | 1996 XC1             | 2 грудня 1996     | Обсерваторія Оїдзумі        | Такао Кобаяші                  |
| (12018) 1996 XJ15                   | 1996 XJ15            | 10 грудня 1996    | Станція Сінлун              | SCAP                           |
| (12019) 1996 XF19                   | 1996 XF19            | 8 грудня 1996     | Обсерваторія Оїдзумі        | Такао Кобаяші                  |
| (12020) 1996 XW19                   | 1996 XW19            | 11 грудня 1996    | Обсерваторія Оїдзумі        | Такао Кобаяші                  |
| (12021) 1996 XX19                   | 1996 XX19            | 12 грудня 1996    | Обсерваторія Оїдзумі        | Такао Кобаяші                  |
| 12022 Гільберт (Hilbert)            | 1996 XH26            | 15 грудня 1996    | Прескоттська обсерваторія   | Пол Комба                      |
| (12023) 1996 YJ                     | 1996 YJ              | 20 грудня 1996    | Обсерваторія Оїдзумі        | Такао Кобаяші                  |
| (12024) 1996 YN2                    | 1996 YN2             | 28 грудня 1996    | Обсерваторія Оїдзумі        | Такао Кобаяші                  |
| (12025) 1997 AJ1                    | 1997 AJ1             | 2 січня 1997      | Обсерваторія Оїдзумі        | Такао Кобаяші                  |
| (12026) 1997 AV1                    | 1997 AV1             | 3 січня 1997      | Обсерваторія Оїдзумі        | Такао Кобаяші                  |
| 12027 Масаакітінака (Masaakitanaka) | 1997 AB5             | 3 січня 1997      | Обсерваторія Тітібу         | Наото Сато                     |
| (12028) 1997 AK7                    | 1997 AK7             | 9 січня 1997      | Обсерваторія Оїдзумі        | Такао Кобаяші                  |
| (12029) 1997 AQ22                   | 1997 AQ22            | 11 січня 1997     | Станція Сінлун              | SCAP                           |
| (12030) 1997 BF3                    | 1997 BF3             | 30 січня 1997     | Обсерваторія Оїдзумі        | Такао Кобаяші                  |
| 12031 Кобатон (Kobaton)             | 1997 BY4             | 30 січня 1997     | Обсерваторія Тітібу         | Наото Сато                     |
| 12032 Айворі (Ivory)                | 1997 BP5             | 31 січня 1997     | Прескоттська обсерваторія   | Пол Комба                      |
| 12033 Ансельмо (Anselmo)            | 1997 BD9             | 31 січня 1997     | Обсерваторія Азіаґо         | Маура Томбеллі, Уліссе Мунарі  |
| (12034) 1997 CR                     | 1997 CR              | 1 лютого 1997     | Обсерваторія Оїдзумі        | Такао Кобаяші                  |
| 12035 Руґґіері (Ruggieri)           | 1997 CP13            | 1 лютого 1997     | П'яноро                     | Вітторіо Ґоретті               |
| (12036) 1997 CR19                   | 1997 CR19            | 11 лютого 1997    | Обсерваторія Оїдзумі        | Такао Кобаяші                  |
| (12037) 1997 CT19                   | 1997 CT19            | 11 лютого 1997    | YGCO (станція Тійода)       | Такуо Кодзіма                  |
| (12038) 1997 CE20                   | 1997 CE20            | 12 лютого 1997    | Обсерваторія Оїдзумі        | Такао Кобаяші                  |
| (12039) 1997 CB22                   | 1997 CB22            | 13 лютого 1997    | Обсерваторія Оїдзумі        | Такао Кобаяші                  |
| 12040 Якобі (Jacobi)                | 1997 EK8             | 8 березня 1997    | Прескоттська обсерваторія   | Пол Комба                      |
| (12041) 1997 EQ25                   | 1997 EQ25            | 5 березня 1997    | Обсерваторія Ніхондайра     | Такеші Урата                   |
| 12042 Лаке (Laques)                 | 1997 FC              | 17 березня 1997   | Рамонвіль-Сент-Ань          | Крістіан Буїль                 |
| (12043) 1997 FN                     | 1997 FN              | 22 березня 1997   | Станція Сінлун              | SCAP                           |
| 12044 Фаббрі (Fabbri)               | 1997 FU              | 29 березня 1997   | Монтелупо                   | Маура Томбеллі, Джузеппе Форті |
| 12045 Клейн (Klein)                 | 1997 FH1             | 30 березня 1997   | Прескоттська обсерваторія   | Пол Комба                      |
| (12046) 1997 FQ4                    | 1997 FQ4             | 31 березня 1997   | Сокорро (Нью-Мексико)       | LINEAR                         |
| 12047 Хідеомітані (Hideomitani)     | 1997 GX3             | 3 квітня 1997     | Обсерваторія Кітамі         | Кін Ендате, Кадзуро Ватанабе   |
| (12048) 1997 GW29                   | 1997 GW29            | 2 квітня 1997     | Станція Сінлун              | SCAP                           |
| (12049) 1997 GT32                   | 1997 GT32            | 3 квітня 1997     | Сокорро (Нью-Мексико)       | LINEAR                         |
| 12050 Х'юмкронін (Humecronyn)       | 1997 HE14            | 27 квітня 1997    | Обсерваторія Кітт-Пік       | Spacewatch                     |
| 12051 Піха (Picha)                  | 1997 JO              | 2 травня 1997     | Обсерваторія Ондржейов      | Ленка Коткова                  |
| 12052 Aretaon                       | 1997 JB16            | 3 травня 1997     | Обсерваторія Ла-Сілья       | Ерік Вальтер Ельст             |
| 12053 Тертлстар (Turtlestar)        | 1997 PK2             | 9 серпня 1997     | Штаркенбурзька обсерваторія | Штаркенбурзька обсерваторія    |
| (12054) 1997 TT9                    | 1997 TT9             | 5 жовтня 1997     | Обсерваторія Ондржейов      | Ленка Коткова                  |
| (12055) 1997 YR11                   | 1997 YR11            | 30 грудня 1997    | Обсерваторія Оїдзумі        | Такао Кобаяші                  |
| 12056 Йосіґеру (Yoshigeru)          | 1997 YS11            | 30 грудня 1997    | Обсерваторія Оїдзумі        | Такао Кобаяші                  |
| 12057 Альфредстурм (Alfredsturm)    | 1998 DK1             | 18 лютого 1998    | Штаркенбурзька обсерваторія | Штаркенбурзька обсерваторія    |
| (12058) 1998 DV11                   | 1998 DV11            | 24 лютого 1998    | Обсерваторія Галеакала      | NEAT                           |
| 12059 ду Шателе (du Chatelet)       | 1998 ED14            | 1 березня 1998    | Обсерваторія Ла-Сілья       | Ерік Вальтер Ельст             |
| (12060) 1998 FH2                    | 1998 FH2             | 20 березня 1998   | Сокорро (Нью-Мексико)       | LINEAR                         |
| 12061 Альона (Alena)                | 1998 FQ2             | 21 березня 1998   | Обсерваторія Зено           | Том Стаффорд                   |
| (12062) 1998 FB10                   | 1998 FB10            | 24 березня 1998   | Коссоль                     | ODAS                           |
| (12063) 1998 FH11                   | 1998 FH11            | 22 березня 1998   | Обсерваторія Оїдзумі        | Такао Кобаяші                  |
| 12064 Ґіродон (Guiraudon)           | 1998 FZ15            | 28 березня 1998   | Коссоль                     | ODAS                           |
| 12065 Яворскі (Jaworski)            | 1998 FA33            | 20 березня 1998   | Сокорро (Нью-Мексико)       | LINEAR                         |
| (12066) 1998 FX39                   | 1998 FX39            | 20 березня 1998   | Сокорро (Нью-Мексико)       | LINEAR                         |
| 12067 Джітер (Jeter)                | 1998 FH42            | 20 березня 1998   | Сокорро (Нью-Мексико)       | LINEAR                         |
| 12068 Хандріка (Khandrika)          | 1998 FZ53            | 20 березня 1998   | Сокорро (Нью-Мексико)       | LINEAR                         |
| (12069) 1998 FC59                   | 1998 FC59            | 20 березня 1998   | Сокорро (Нью-Мексико)       | LINEAR                         |
| 12070 Кілкіс (Kilkis)               | 1998 FK63            | 20 березня 1998   | Сокорро (Нью-Мексико)       | LINEAR                         |
| 12071 Девікім (Davykim)             | 1998 FV63            | 20 березня 1998   | Сокорро (Нью-Мексико)       | LINEAR                         |
| 12072 Анупамакота (Anupamakotha)    | 1998 FA65            | 20 березня 1998   | Сокорро (Нью-Мексико)       | LINEAR                         |
| 12073 Ларімер (Larimer)             | 1998 FD66            | 20 березня 1998   | Сокорро (Нью-Мексико)       | LINEAR                         |
| 12074 Керолінлау (Carolinelau)      | 1998 FZ68            | 20 березня 1998   | Сокорро (Нью-Мексико)       | LINEAR                         |
| 12075 Леґґ (Legg)                   | 1998 FX69            | 20 березня 1998   | Сокорро (Нью-Мексико)       | LINEAR                         |
| (12076) 1998 FT70                   | 1998 FT70            | 20 березня 1998   | Сокорро (Нью-Мексико)       | LINEAR                         |
| (12077) 1998 FZ70                   | 1998 FZ70            | 20 березня 1998   | Сокорро (Нью-Мексико)       | LINEAR                         |
| (12078) 1998 FJ72                   | 1998 FJ72            | 20 березня 1998   | Сокорро (Нью-Мексико)       | LINEAR                         |
| 12079 Кайбаб (Kaibab)               | 1998 FZ73            | 22 березня 1998   | Станція Андерсон-Меса       | LONEOS                         |
| (12080) 1998 FC111                  | 1998 FC111           | 31 березня 1998   | Сокорро (Нью-Мексико)       | LINEAR                         |
| (12081) 1998 FH115                  | 1998 FH115           | 31 березня 1998   | Сокорро (Нью-Мексико)       | LINEAR                         |
| (12082) 1998 FS118                  | 1998 FS118           | 31 березня 1998   | Сокорро (Нью-Мексико)       | LINEAR                         |
| (12083) 1998 FS121                  | 1998 FS121           | 20 березня 1998   | Сокорро (Нью-Мексико)       | LINEAR                         |
| 12084 Унно (Unno)                   | 1998 FL125           | 22 березня 1998   | Обсерваторія Ґейсей         | Тсутому Секі                   |
| (12085) 1998 HV19                   | 1998 HV19            | 18 квітня 1998    | Сокорро (Нью-Мексико)       | LINEAR                         |
| 12086 Джошуалевін (Joshualevine)    | 1998 HC22            | 20 квітня 1998    | Сокорро (Нью-Мексико)       | LINEAR                         |
| 12087 Тіффанілін (Tiffanylin)       | 1998 HB30            | 20 квітня 1998    | Сокорро (Нью-Мексико)       | LINEAR                         |
| 12088 Macalintal                    | 1998 HZ31            | 20 квітня 1998    | Сокорро (Нью-Мексико)       | LINEAR                         |
| 12089 Майчін (Maichin)              | 1998 HO35            | 20 квітня 1998    | Сокорро (Нью-Мексико)       | LINEAR                         |
| (12090) 1998 HX36                   | 1998 HX36            | 20 квітня 1998    | Сокорро (Нью-Мексико)       | LINEAR                         |
| 12091 Джесмалмкуіст (Jesmalmquist)  | 1998 HS96            | 21 квітня 1998    | Сокорро (Нью-Мексико)       | LINEAR                         |
| (12092) 1998 HH97                   | 1998 HH97            | 21 квітня 1998    | Сокорро (Нью-Мексико)       | LINEAR                         |
| 12093 Кріметтюз (Chrimatthews)      | 1998 HF99            | 21 квітня 1998    | Сокорро (Нью-Мексико)       | LINEAR                         |
| 12094 Мазумдер (Mazumder)           | 1998 HX99            | 21 квітня 1998    | Сокорро (Нью-Мексико)       | LINEAR                         |
| 12095 Пінель (Pinel)                | 1998 HE102           | 25 квітня 1998    | Обсерваторія Ла-Сілья       | Ерік Вальтер Ельст             |
| (12096) 1998 HL120                  | 1998 HL120           | 23 квітня 1998    | Сокорро (Нью-Мексико)       | LINEAR                         |
| (12097) 1998 HG121                  | 1998 HG121           | 23 квітня 1998    | Сокорро (Нью-Мексико)       | LINEAR                         |
| (12098) 1998 HV122                  | 1998 HV122           | 23 квітня 1998    | Сокорро (Нью-Мексико)       | LINEAR                         |
| 12099 Мейгуні (Meigooni)            | 1998 HQ124           | 23 квітня 1998    | Сокорро (Нью-Мексико)       | LINEAR                         |
| 12100 Ам'єн (Amiens)                | 1998 HR149           | 25 квітня 1998    | Обсерваторія Ла-Сілья       | Ерік Вальтер Ельст             |

| ← Астероїди 10001—20000 → |             |             |             |             |             |             |             |             |             |
| 10001—10100               | 11001—11100 | 12001—12100 | 13001—13100 | 14001—14100 | 15001—15100 | 16001—16100 | 17001—17100 | 18001—18100 | 19001—19100 |
| 10101—10200               | 11101—11200 | 12101—12200 | 13101—13200 | 14101—14200 | 15101—15200 | 16101—16200 | 17101—17200 | 18101—18200 | 19101—19200 |
| 10201—10300               | 11201—11300 | 12201—12300 | 13201—13300 | 14201—14300 | 15201—15300 | 16201—16300 | 17201—17300 | 18201—18300 | 19201—19300 |
| 10301—10400               | 11301—11400 | 12301—12400 | 13301—13400 | 14301—14400 | 15301—15400 | 16301—16400 | 17301—17400 | 18301—18400 | 19301—19400 |
| 10401—10500               | 11401—11500 | 12401—12500 | 13401—13500 | 14401—14500 | 15401—15500 | 16401—16500 | 17401—17500 | 18401—18500 | 19401—19500 |
| 10501—10600               | 11501—11600 | 12501—12600 | 13501—13600 | 14501—14600 | 15501—15600 | 16501—16600 | 17501—17600 | 18501—18600 | 19501—19600 |
| 10601—10700               | 11601—11700 | 12601—12700 | 13601—13700 | 14601—14700 | 15601—15700 | 16601—16700 | 17601—17700 | 18601—18700 | 19601—19700 |
| 10701—10800               | 11701—11800 | 12701—12800 | 13701—13800 | 14701—14800 | 15701—15800 | 16701—16800 | 17701—17800 | 18701—18800 | 19701—19800 |
| 10801—10900               | 11801—11900 | 12801—12900 | 13801—13900 | 14801—14900 | 15801—15900 | 16801—16900 | 17801—17900 | 18801—18900 | 19801—19900 |
| 10901—11000               | 11901—12000 | 12901—13000 | 13901—14000 | 14901—15000 | 15901—16000 | 16901—17000 | 17901—18000 | 18901—19000 | 19901—20000 |